# 城北街道 (新余市)
城北街道是中国江西省新余市渝水区下辖的一个街道。
街道办事处地处新余市城北地区，辖11个村委会，16个居委会。